# 奥纳塔赫冕状物
奥纳塔赫冕状物（英語：Onatah Corona）是金星上的一个地表特征，与巴赫特冕状物相邻，二者的共同特征是都被一圈山脊和槽沟环绕，
并有多处被径向切断，该冕状物中央部位也存在径向断裂以及火山圆顶和熔岩流。冕状物的形成被认为是由于金星内部热物质上涌所导致的。这二个冕状物可能是在同一次熔岩上升的过程中同时形成的，或可能表明上涌运动或行星上层地壳随时间变化发生了西移。